# Adrien Deghelt
Adrien Deghelt (10 maggio 1985) è un ostacolista belga.

## Palmarès
| Anno | Manifestazione   | Sede     | Evento   | Risultato  | Prestazione | Note                          |
| ---- | ---------------- | -------- | -------- | ---------- | ----------- | ----------------------------- |
| 2003 | Europei juniores | Tampere  | 110 m hs | Batteria   | 14"62       |                               |
| 2007 | Europei under 23 | Debrecen | 110 m hs | Argento    | 13"59       |                               |
| 2007 | Mondiali         | Osaka    | 110 m hs | Semifinale | 13"70       |                               |
| 2008 | Mondiali indoor  | Valencia | 60 m hs  | Semifinale | 7"69        |                               |
| 2009 | Mondiali         | Berlino  | 110 m hs | Batteria   | 13"78       |                               |
| 2010 | Mondiali indoor  | Doha     | 60 m hs  | Semifinale | 7"83        |                               |
| 2011 | Europei indoor   | Parigi   | 60 m hs  | Bronzo     | 7"57        |                               |
| 2012 | Giochi olimpici  | Londra   | 110 m hs | Semifinale | 13"42       | Miglior prestazione personale |
| 2014 | Europei          | Zurigo   | 110 m hs | Batteria   | 14"33       |                               |